# I Get Along
Singles de Pet Shop Boys
Home and Dry
(2002) Miracles
(2002)
I Get Along est une chanson du duo britannique Pet Shop Boys extraite de leur huitième album studio, Release, paru le 1er avril 2002.
Le 15 juillet 2002, trois mois et deux semaines après la sortie de l'album, la chanson a été publiée en single. C'était le deuxième (et au Royaume-Uni le dernier) single tiré de cet album.
Le single a atteint la 18e place au Royaume-Uni.